# Schalom Rokeach
Schalom Rokeach (geboren 1779 in Brody; gestorben 10. September 1855 in Belz) war ein chassidischer Zaddik und der Begründer der Belzer Dynastie.

## Leben
Schalom war ein Waisenkind und studierte bei seinem Onkel Issachar Bär von Sokal, dessen Tochter er heiratete. In Sokal wurde er durch Salomo von Lutzk, einen Anhänger des Rabbi Dow Bär von Mesritsch, in den Chassidismus eingeführt. Weitere chassidische Lehrer von Schalom waren Jaakow Jizchak Horowitz (der „Seher von Lublin“), Uri von Strelitzk, der Maggid von Kozienice und Abraham Jehoschua Heschel von Apta. 

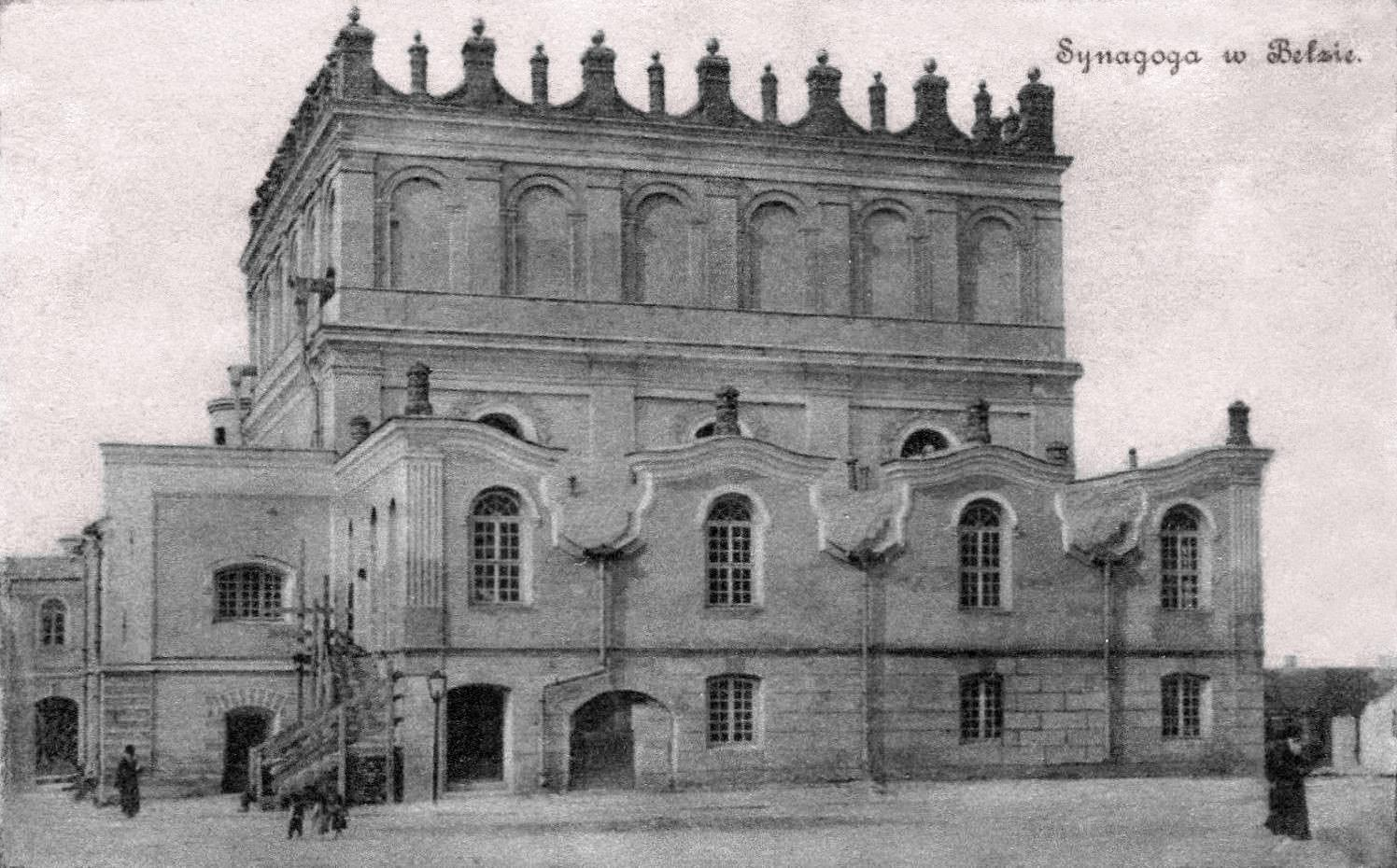
Große Synagoge in Bels (zwischen 1905 und 1910)

Auf Empfehlung des Sehers von Lublin wurde Schalom zum Rabbiner in Belz ernannt. Nach Horowitz’ Tod im Jahre 1815 wurde Schalom als Zaddik anerkannt. In Bels ließ er ein geräumiges Bet Midrasch (Lehrhaus) errichten, worauf Tausende von Chassidim, darunter Rabbis und berühmte Zaddikim nach Belz strömten und der Ort zu einem Zentrum des Chassidismus in Galizien wurde. Viele Legenden berichten von Schaloms Wundertaten. Er galt auch als bedeutender Talmudist und betonte die Bedeutung des talmudischen Studiums. Er war in öffentlichen Angelegenheiten tätig, versuchte als Sprecher der galizischen Juden ihre wirtschaftliche Situation zu verbessern und war ein Gegner der Haskala, der jüdischen Aufklärung. Auszüge aus seinen Lehren wurden zusammen mit Legenden und Erzählungen aus seinem Leben gesammelt und in der Schrift Dower Schalom (1910) herausgegeben. Zahlreiche Nachkommen von Schalom waren ebenfalls Zaddikim, darunter sein Schwiegersohn Chenich von Olesko und sein Sohn Jehoschua Rokeach (1825–1894).